# Veres András írásai
Az alábbi lista Veres András irodalomtörténész írásait sorolja fel.

## Bibliográfia

### Tanulmánykötetek, monográfiák
- Mű, érték, műérték : Kísérletek az irodalmi alkotás megközelítésére, Budapest, Magvető, 1974, (Elvek és utak).
- Művek, pályák, nemzedékek : Másfélszáz év magyar irodalma (1780–1944), Budapest, Krónika Nova, 1999.
- Lukács György irodalomszociológiája, Budapest, Balassi, (Opus Irodalomelméleti Tanulmányok : Új sorozat 2), 2000.
- Bevezetés az irodalmi művek olvasásába, Budapest, Krónika Nova, 2001.
- Távolodó hagyományok : Irodalom- és eszmetörténeti tanulmányok, Budapest, Balassi, 2003.
- Kosztolányi Ady-komplexuma : Filológiai regény, az anyaggyűjtésben közreműködött Sárközi Éva, Budapest, Balassi, 2012.

### Tanulmányok, recenziók
- Adalék a Tündérkert értelmezésének kérdéséhez, Irodalomtörténeti Közlemények, 1968. 4. sz. 445–448. p.
- Tőkei Ferenc: Antikvitás és feudalizmus [recenzió], Társadalmi szemle, 1969. 9. sz. 115–118. p.
- Vécsei Irén: Molnár Ferenc [recenzió], Irodalomtörténeti Közlemények, 1969. 4. sz. 512–513. p.
- Arany János: "Kertben" című versének szerkezeti sajátosságairól, Irodalomtörténeti közlemények, 1970. 2. sz. 152–177. p.
- Mű és személyiség : Jegyzetek Németh G. Béla tanulmánykötetéről, Kortárs, 1971. 8. sz. (augusztus), 1301–1306. p.
- Über die Studienbände Németh G. Béla, Acta Litteraria Academiae Scientiarum Hungaricae, 1972. 1–2. sz. 211–218. p.
- Fantomok ellen? : Megjegyzések Novák Zoltán megjegyzéséhez, Kritika, 1973. 5. sz. (május), 6–7. p. [Szegedy-Maszák Mihállyal]
- A demokratizálódás eszménye, Filmkultúra, 1973. 3–4. sz. (március–április), 103–105. p.
- Erdélyi János és Az ember tragédiája, Irodalomtörténeti Közlemények, 1973. 4. sz. 398–403. p.
- Zoltai Dénes: Az esztétika rövid története [recenzió], Irodalomtörténeti Közlemények, 1973. 6. sz. 763–768. p.
- A „vétkes” műelemzés, Népszabadság, 1973. szeptember 23. Vasárnapi melléklet, 7. p. [Szörényi Lászlóval]
- Zoltai Dénes: Az esztétika rövid története [recenzió, angol nyelven], Acta Litteraria Academiae Scientiarum Hungaricae, 1974. 1–2. sz. 182–188. p.
- Az ismétlődés vizsgálatának aspektusai, Literatura, 1974. 2. sz. 104–113. p.
- Robert Escarpit: Irodalomszociológia; A könyv forradalma. Leo Löwenthal: Irodalom és társadalom [recenzió], Literatura, 1974. 3. sz. 138–144. p.
- A sikerképtelenség környezetrajza : Tanulmány A látogatóról, Valóság, 1974. 8. sz. (augusztus), 58–74. p. [Bálint Évával]
- A nyelvészeti strukturalizmusról, Látóhatár, 1974. 9. sz. (szeptember), 175–210. p.
- A szociológia első magyar műhelye : A Huszadik Század köre (Gondolat Kiadó, 1973) [recenzió], Irodalomtörténeti közlemények, 1975. 1. sz. 119–121. p.
- A szociológia és irodalomtudomány, Literatura, 1975. 2. sz. 59–65. p.
- A szerepek elégtelensége : Császár István írói világáról, Literatura, 1975. 3–4. sz. 146–159. p.
- Jászi Oszkár 1919 előtti munkásságának megítéléséhez, Irodalomtörténeti Közlemények, 1975. 5–6. sz. 623–636. p.
- Javaslat a középfokú oktatás irodalmi törzsanyagára : Bevezetés : Az irodalom értésének fokozatai az oktatási folyamatban, Literatura, 1976. 1. sz. 131–144. p.
- Vita Szerdahelyi István esztétikatörténeti könyvéről, Literatura, 1976. 3–4. sz. 225–229. p.
- Kovács Endre (1918–1976), Irodalomtörténeti Közlemények, 1976. 4. sz. 562. p.
- Az irónia mint értékszerkezet, Magyar Filozófiai Szemle, 1976. 4. sz. 633–650. p.
- Az ítélet. In: Petőfi állomásai : Versek és elemzések, szerkesztette Pándi Pál, Budapest, Magvető, 1976, 412–444. p.
- The interpretation of the tragic at the beginning of the 20th century, Acta Litteraria Academiae Scientiarum Hungaricae, 1977. 1–2. sz. 163–167. p.
- Várady Géza: Ezernyolcszáznegyvennyolc, te csillag [recenzió], Irodalomtörténeti Közlemények, 1977. 2. sz. 270–273. p. [Szegedy-Maszák Mihállyal]
- A szociológia szempontú tartalomelemzés néhány problémája, Literatura, 1977. 3–4. sz. 121–131. p.
- Örkény István: Kavicsok : Novellaelemzés, Literatura, 1977. 3–4. sz. 161–178. p. [szerzőtársak: Kis Pintér Imre, Mérei Ferenc, Erdődy Edit, Erdélyi Ildikó]
- Die Ironie als Wertstruktur, Acta Litteraria Academiae Scientiarum Hungaricae, 1977. 3–4. sz. 365–382. p.
- Szociológia és irodalomtudomány, Kultúra és Közösség, 1978. 1–2 sz. 27–67. p.
- Jegyzetek Vigotszkij művészetpszichológiájáról, Literatura, 1978. 3–4. sz. 171–180. p.
- Tragikumelmélet a századfordulón, A Magyar Tudományos Akadémia I. Nyelv- és Irodalomtudományi Osztályának Közleményei, 30. évf. 1978. 1–2. kötet, 105–113. p.
- A marxista irodalomlélektan történetéhez : Századunk húszas éveiben, Filológiai Közlöny, 1979. 3–4. sz. 229–245. p.
- Irodalom, politika, társadalmi igények, Literatura, 1979. 1. sz. 22–29. p.
- Többet egy csapásra, Mozgó Világ, 1979. 6. sz. (június), 116–118. p.
- A sikerképtelenség környezetrajza : Három magyar regény szociológiai szempontú tartalomelemzése. In: A közvetítő : Egy irodalomtanár emlékezete, szerkesztette Bálint Éva, Budapest, Tankönyvkiadó, 1979, 133–172. p. [Bálint Évával]
- Az esztétikai minőségek értékelméleti megközelítésének lehetősége, Literatura, 1980. 2. sz. 180–189. p.
- Nemzet és értékzavar, Új Forrás, 5. sz. (május), 46—50. p.
- Barta János: Klasszikusok nyomában [recenzió], Irodalomtörténeti Közlemények, 1980. 5–6. sz. 726–730. p.
- Az irodalom értésének fokozatai az oktatási folyamatban. In: Az esztétikai nevelésről, szerkesztette Poszler György, Budapest, Kossuth, 1980, 241–261. p.
- The interpretation of the tragic at the beginning of the XXth century, In: Actes du VIIIe congres de l'Association Internationale de Littérature Comparée, 8 : Proceedings of the 8th Congress of the International Comparative Literature Association, general editors Béla Köpeczi, György M. Vajda, Stuttgart, Kunst und Wissen – E. Bieber, 1980, 2. Littératures de diverses cultures au XX. siècle : littérature comparée et théorie littéraire, 663–668. p.
- A tragikum problémája Ady háború alatti költészetében : Az eltévedt lovas. In: "Akarom: tisztán lássatok": Tudományos ülésszak Ady Endre születésének 100. évfordulóján, szerkesztette Csáky Edit, Budapest, Akadémiai, 1980, 137–145. p.
- A fiatal Lukács tragikumelmélete és a magyar irodalom, Literatura, 1981. 1–2. sz. 127–135. p.
- Gábor Andor: igen, Jászi Oszkár: nem?, Irodalomtörténeti Közlemények, 1981. 5–6. sz. 644–647. p.
- Irodalomértelmezés és értékorientáció. In: Érték és kultúra, szerkesztette Molnár Zoltán, Szeged, TIT, 1980 [!1981], 154–182. p.
- A marxista irodalomlélektan történetéhez : A két világháború között. In: A marxista irodalomelmélet története : A kezdetektől 1945-ig : Tanulmányok, szerkesztette Nyírő Lajos, V. A., Budapest, Kossuth, 1981, 201–250. p.
- Az irodalomoktatás megújítása: ábránd vagy lehetőség?, Literatura, 1982. 3–4. p.
- Irodalom és társadalom. In: Az olvasás anatómiája : Szociológiai tanulmányok, szerkesztette Hajdú Ráfis Gábor, Kamarás István, Budapest, Gondolat, 1982, 357–379. p.
- A szociológiai nézőpont az irodalomértelmezésben : Történeti vázlat, Literatura, 1983. 1–4. sz. 76–91. p.
- Józsa Péter – Jacques Leenhardt: Két főváros – két regény – két értékvilág : Olvasásszociológiai kísérlet [recenzió], Helikon, 1983. 3–4. sz. 478–480. p.
- Az értékfogalom jelentősége az irodalomértelmezésben, Magyartanítás, 1983. 5. sz. 210–220. p.
- A konszolidáció nemzedéke, Filmkultúra, 1983. 7–8. sz. (július–augusztus), 20–26. p.
- Új törekvések a mai magyar irodalomszociológiában, Valóság, 1983. 9. sz. (szeptember), 79–92. p.
- Pártosság-fogalmak, vezetési stratégiák. In: A művészeti pártosságról, szerkesztette Bojtár Endre és Szerdahelyi István, Budapest, Kossuth, 1983, 369–390. p.
- Eötvös Karthausija: a kiábrándulás vagy a kibontakozás regénye?, Irodalomtörténeti közlemények, 1985. 1. sz. 18–27. p.
- Németh G. Béla: A magyar irodalomkritikai gondolkodás a pozitivizmus korában [recenzió], Irodalomtörténeti Közlemények, 1985. 1. sz. 116–119. p.
- Társadalmi értékek az irodalomban : Egy értékszociológiai vizsgálatról, Literatura, 1985. 1–2. sz. 3–13. p.
- Vita a kritikáról : Érték, közönség, irodalomkritika című témakör vitája, Debreceni Irodalmi Napok, 1983. november 22–23., Alföld, 1985. 2. sz. (február), 33–66. [Előadók: Tamás Attila, Dérczy Péter, Szerdahelyi István, Sz. Szabó László, Gyertyán Ervin, Zelei Miklós, Simon Zoltán, Éles Csaba, V. A., Fekete Gyula, Páskándi Géza, Kiss Ferenc, Székelyhídi Ágoston, Koczkás Sándor, Péntek Imre, Domokos Mátyás, Czine Mihály]
- Vita Király István "Intés az őrzőkhöz" című monográfiájáról, Irodalomtörténeti Közlemények, 1985. 6. sz. 722–726. p. [összefoglaló az MTA Irodalomtudományi Intézetében, 1984. március 14-én megtartott vitáról.]
- Az irodalomelméleti kutatások helyzete és távlati lehetőségei, Kritika, 1985. 9. sz. (szeptember), 6–8. p.
- Értékfelismerés az irodalomértelmezésben, Vigilia, 1986. 10. sz. (október), 753–757. p.
- A teljesebb megértés érdekében : Hozzászólás olvasási kultúránk megítéléséhez, Napjaink, 1986. 11. sz. (november), 14–16. p.
- Sociologie jako pomocnice literární vědy. In: Teorie literatury v zrcadle mad'arské literárni vědy, uspoř. a prelož. Petr Rákos, Praha, Odeon, 1986, 82–94. p.
- Értékzavar és értékismeret : Értékelméleti és értékszociológiai kutatásaink eredményeiről és gondjairól, Literatura, 1987. 4. sz. 343–366. p.
- Az autonómia esélyei. In: Irodalomtörténeti és művelődéstörténeti tanulmányok, szerkesztette Kósa László, Szegedy-Maszák Mihály, Budapest, ELTE, 1985 [!1987], 301–318. p.
- Social Values in Literature, Hungarian Studies, 1988. 1. sz. 113–117. p.
- Kételyek és kényszerek szorításában : Ember- és életeszmény alakulása az 1945 és 1956 közötti novellairodalmunkban, Új Forrás, 1988. 2. sz. (február), 70–80. p. [Erdődy Edittel]
- Amúgy, avagy Nem szeretem a füstszagot, Mozgó Világ, 1988. 12. sz. (december), 95–107. p.
- Kortársak József Attiláról (Akadémiai Kiadó, 1987) [recenzió], Századok, 1989. 1–2. sz. 192–200. p.
- A tudomány fogalmának és szerepének változatai Karinthy prózájában, Irodalomtörténeti Közlemények, 1989. 1–2. sz. 81–90. p.
- Bevezető jegyzetek az 1956-os irodalmi platform-tervezethez, Literatura, 1989. 1–2. sz. 32–37. p.
- Látogató egy cinkosnál, 2000, 1989. 8. sz. (augusztus), 60–63. p.
- A szociológiai nézőpont az irodalomértelmezésben. In: Az irodalomtörténet elmélete : Tanulmányok, szerkesztette Szili József, Budapest, Akadémiai, 1989, 153–183. p.
- Az irodalmi mű értékalakzatai, Irodalomtörténeti Közlemények, 1990. 2. sz. 185–211. p.
- "Rajongó tudomány, az a baj…” : A tudomány fogalmának és szerepének változatai Karinthy prózájában, In: Bíráló álruhában : Tanulmányok Karinthy Frigyesről, válogatta és szerkesztette Angyalosi Gergely, Budapest, Budapest Főváros XI. kerületi Polgármesteri Hivatal – Maecenas, 1990, 88–109. p.
- Az autonómia kísértője : töredékek Konrád György pályaképéhez, Európai Utas, 1991. 2. sz. 80–83. p.
- Jászi Oszkár utópikus szocializmusa, Irodalomtörténeti közlemények, 1991. 2. sz. 161–177. p.
- Mannheim Károly, az értékelmélet megújítója. In: Közelítések : Szociológiai tanulmányok, szerkesztette Némedi Dénes, Budapest, ELTE, 1991, 175–183. p.
- Value perception in Hungarian prose, 1969–1980. In: Values, networks and cultural reproduction in Hungary, comp. and ed. by Péter Somlai, Budapest, Coordinating Council of Program Ts–3, 1991, 93–106. p.
- Naplóműfaj – naplóírók, Magyar Hírlap, 1992. 286. sz. melléklet, 3. t.
- Az értéksematizmustól az értékpluralitásig. In: Értékrendek és társadalmi-kulturális változások : válogatott tanulmányok, szerkesztette Somlai Péter, Budapest, ELTE Szociológiai Intézet, 1992, 119–127. p.
- Kény-szerű jegyzetek egy vitához, Kortárs, 1993. 1. sz. (január), 72–80. p.
- Egy műfaj a gyorsuló időben, Alföld, 1993. 2. sz. (február), 46–49. p.
- Egy méltánytalan bírálatra : Sárközy Péter recenziójáról, Irodalomtörténeti Közlemények, 1993. 3. sz. 406. p.
- A központosított értékrend érvényesítésének kísérlete és kudarca a negyvenes-ötvenes években, Korunk, 1993. 6 sz. (június), 65–71 p.
- Új magyar irodalmi kánon? : Kulcsár Szabó Ernő: A magyar irodalom története, 1945–1991 [recenzió], BUKSZ, 1993 3. sz. 297–305. p.
- The young Lukács's conception of tragedy and Hungarian literature. In: Hungarian studies on György Lukács, ed. by László Illés et al., english transl. ed. József Kovács, Budapest, Akadémiai, 1993, 97–105. p.
- Az irodalmi szöveg és az olvasó, Literatura, 1994. 3. sz. 267–276. p.
- A központosított értékrend érvényesítésének kísérlete és kudarca a negyvenes-ötvenes években, Hungarológia, 1994. 5. sz. 17–29. p.
- Napló – hiányzó lapokkal [recenzió], Kritika, 1994. 7. sz. (július).
- Ady Endre és a szabadkőművesség. In: Szabadkőműves gondolatok, szerkesztette Márton László, 2. jav., bőv. kiad., Budapest, Belvárosi, 1994, 187–195. p.
- Az ismeretlen Konrád. In: Feltáratlan értékek a magyar irodalomban : az ELTE Magyar Irodalomtörténeti Intézete és az MTA Irodalomtudományi Intézete 1993. november 25–26-i tudományos konferenciájának előadásai, szerkesztette Szabó B. István ; társszerkesztette Császtvay Tünde, Budapest, ELTE Magyar Irodalomtörténeti Intézet – MTA Irodalomtudományi Intézet, 1994, 302–311. p
- Vezér Erzsébet nyolcvanéves, Irodalomtörténeti Közlemények, 1995. 1. sz. 142. p.
- Vigyázat! Hamisítvány! : Az Új Magyar Irodalmi Lexikon I–III. kötetéről [recenzió], BUKSZ, 1995. 2. sz. 222–224. p.
- Hányszor sír Nemecsek? Kerekasztal–beszélgetés a gimnáziumi irodalomoktatásról, Kritika, 1995. 4. sz. (április), 14–18. p. [Vitavezető: Veres András]
- Minden rossz, ha rossz a vége : fejezetek egy lexikon történetéből, Kritika, 1995. 5. sz. (május), 30–32. p.
- Lukács György irodalomszociológiája, Kritika, 1995. 9. sz. (szeptember), 16–22. p.; 10. sz. (október), 31–36. p.
- Látogatóban, kerti mulatságon : Konrád György vázlatos pályaképe, Kritika, 1995. 12. sz. (december), 13–16. p.
- Fordulat Konrád György írói pályáján: Kerti mulatság. Literatura, 1996. 1. sz. 74–80. p.
- Merre tart a magyar irodalomtudomány?, Alföld, 1996. 2. sz. (február), 46–54. p.
- Az értelmező közösség : Fikció vagy realitás?, Literatura, 1996. 3. sz. 394–404. p.
- Petőfi CD ROM–on [recenzió], Kritika, 1996. 4. sz. 46. p.
- Bartók–breviárium CD–ROM–on [recenzió], Kritika, 1996. 6. sz. 45–46. p.
- József Attila, a favorit, Kritika, 1996. 7. sz. (július), 46–47. p.
- Hagyomány- és azonosságtudat : Novellaelemzések tükrében, Kritika, 1996. 8. sz. (augusztus), 9–12. p.
- Egy filozófus halálára : Bonyhai Gábor (1941─1996), Kritika, 1996. 8. sz. (augusztus), 46–47. p.
- Magyar irodalmi kánon a hetvenes években, Beszélő, 1996. 6–7. sz. (augusztus–szeptember), 135–147. p.
- Az értelmező közösség: fikció vagy realitás?, Literatura, 1996, 3. sz. 394–404. p.
- The interpretive community: fiction or reality?, Hungarian Journal of English and American Studies, 1997. 1. sz. 89–100. p.
- Kötéltánc a Niagara fölött : Széljegyzetek Molnár Ferenc életrajzához és pályájához, Kritika, 1997. 5. sz. (május), 30–33. p.
- Kosztolányi Édes Annája : Egy sajtó alá rendezés tapasztalataiból, Alföld, 1997. 6. sz. (június), 59–69. p.
- "Barangoló, szomorú nép", Kritika, 1997. 12. sz. (december), 10–11. p.
- Magyar–zsidó irodalom : definíciós kísérlet. In: A határ és a határolt : töprengések a magyar–zsidó irodalom létformáiról, szerkesztette Török Petra, Budapest, Országos Rabbiképző Intézet Yahalom Zsidó Művelődéstörténeti Kutatócsoportja, 1997, 37–50. p.
- Az állami eper édesebb-e?, Kritika, 1998. 2. sz. (február), 3–5. p.
- A deheroizáló Jókai : Jegyzetek az Emléksorok szerzőjéről, Kritika, 1998. 3. sz. 12–13. p.
- Molnár Ferenc, a kánonalakító, Helikon, 1998. 3. sz. 319–325. p.
- Szempontok Ady "depolitizálásához", Kritika, 1998. 6. sz. (június), 30–32. p.
- Kétértelműség nélkül, Jel, 1998. 6. sz. 168–170. p.
- Szabolcsi Miklós: Kész a leltár [recenzió], Kritika, 1998. 12. sz. (december), 38–40. p.
- Cigányok az irodalomban. In: Tanulmányok a cigányság társadalmi helyzete és kultúrája köréből, válogatta és szerkesztette Csongor Anna és Bódi Zsuzsanna közreműködésével Kovalcsik Katalin, Budapest, IF Alapítvány – BTF – MKM, 1998, 255–269. p.
- Az utolsó nagy ügy : Beszélgetés a Bicikliző majom-ról Bossányi Katalin vezetésével Erős Ferenc, Gombár Csaba, Lengyel László, Ludassy Mária és V. A. részvételével, Kritika, 1999. 5. sz. (május), 18–22. p.
- Változatok századunk ember(kép)ére, Kritika, 1999. 10. sz. (október), 20–22. p.
- Szili József hetvenéves, Irodalomtörténeti Közlemények, 1999. 5–6. sz. 758–760. p.
- Olvasatok Heller Ágnes Kosztolányi-könyvéről : Értelmezéstörténet hét tételben. In: Diotíma : Heller Ágnes 70. születésnapjára, szerkesztette Kardos András, Radnóti Sándor, Vajda Mihály, Budapest, Osiris – Gond, 1999, 552–562. p.
- Ferenc Molnár. In: Twentieth-Century Eastern European Writers, Third Series, edited by Steven Serafin, (Dictionary of Literary Biography), Detroit, Gale Group, 1999.
- A szerkesztő előszava, Literatura, 2000. 1. sz. 3–4. p.
- Petri György (1943–2000), Kritika, 2000. 8. sz. (augusztus), 20. p.
- Kultusz és megmérettetés : Epizódok a József Attila-recepcióból, Kritika, 2000. 9. sz. (szeptember) 25–27. p.
- György Petri (1943─2000), The Hungarian Quarterly, 159. sz. 2000. 51–53. p.
- Szabolcsi Miklós (1921–2000), Kritika, 2000. 10. sz. (október) 30. p.
- Bossányi Katalin: Kísérlet [recenzió], Kritika, 2000, 11. sz. (november), 40–41. p.
- Harmadik utas hagyomány a magyar irodalomban. In: Bal, jobb, harmadik út : Balatonföldvár, 1999. október 8–10., szerkesztette Dalos Rimma, Kiss Endre, Budapest, Friedrich Ebert Alapítvány, 2000, 95–103. p.
- József Attiláról. In: Találkozó poétikák : a 70 éves Szili József köszöntése, szerkesztette Bedecs László, Miskolc – Budapest, Miskolci Egyetem Bölcsészettudományi Kar Modern Magyar Irodalomtörténeti Tanszék – MTA Irodalomtudományi Intézetének, 2000, 109–127. p.
- Mit várok a jövőtől a magyar kultúrában?, Kritika, 2001. 1. sz. (január), 2–5. p.
- A monológ védelmében : Vita Bezeczky Gáborral, Helikon, 2001. 1. sz. 10–20. p.
- Rendszerváltás az irodalmi életben, Alföld, 2001. 2. sz. (február), 32–46. p.
- A monológ védelmében, Helikon, 2001. 1. sz. 10–20. p.
- Kis magyar értelmiségtörténet, Kritika, 2001. 6. sz. (június), 8–12. p.
- Egy elhibázott könyvről : Hozzászólás Horváth Iván írásához, 2000., 2001. 11. sz. (november), 24–29. p.
- Fehér Ferenc: Magatartások. Bírálatok a hatvanas évekből, [recenzió], Kritika, 2001. 12. sz. (december), 32–33. p.
- A sors iróniája a drámairodalomban. In: A történelem visszavág, szerkesztette Dalos Rimma, Kiss Endre ; kiad. a Friedrich Ebert Alapítvány. – Budapest, Friedrich Ebert Alapítvány, 2001, 220–226. p.
- György Konrád. In: Twentieth-Century Eastern European Writers, Third Series, edited by Steven Serafin, (Dictionary of Literary Biography), Detroit, Gale Group, 2001.
- József Attila Kosztolányi-bírálatáról, Literatura, 2002. 4. sz. 458–469. p.
- Kertész Imréről, Kritika, 2002. 11. sz. (november), 2. p.
- Zur Geschichte der Heine : Rezeption im Ungarn des neunzehnten Jahrhunderts, Német Filológiai Tanulmányok=Arbeiten zur Deutschen Philologie, 26. kötet, 2002. 241–249. p.
- Bevezető. In: A hetvenes évek kultúrája : tanácskozás a Fiatal Művészek Klubjában, 1980. április 10–12. : dokumentumválogatás, szerzői Agárdi Péter et al., Budapest, 2002.
- Irányított irodalom : 1945–1989. In: Irodalom és politika, szerkesztette Juhász Gábor, Kovács Viktor, Miskolc, Miskolci Egyetem, 2002, 141–147. p.
- Történelem és poétika összefüggései Heine 19. századi magyar recepciójában. In: Allegro con brio : Írások Zemplényi Ferenc hatvanadik születésnapjára, szerkesztette Bánki Éva és Tóth Tünde, Budapest, Palimpszeszt, 2002, 338–345. p.
- "...mondjunk le a hazugságról" : Szempontok az Ítélet nincs mai megítéléséhez, Kritika, 2003. 1. sz. (január), 12–14. p.
- Hamis próféták, Élet és Irodalom, 2003. 11. sz. (március 14.),
- Az irodalomtörténet védelmében : A gimnáziumi magyartanítás elméleti dilemmáiról, Kritika, 2003. 9. sz.; 10. sz. (szeptember ; október), 2–5.; 5–7. p.
- A magyartanítás elméleti dilemmáiról. In: Látókörök metszése : írások Szegedy-Maszák Mihály születésnapjára, szerkesztette Zemplényi Ferenc et al., Budapest, Gondolat Kör, 2003, 521–532. p.
- Világképek dialógusa : József Attila Kosztolányi'-'bírálatáról. In: Testet öltött érv : Az értekező József Attila, szerkesztette Tverdota György, V. A., Budapest, Balassi, 2003, 64–77. p.
- Búcsú Zemplényi Ferenctől, Irodalomtörténet, 2004. 1. sz. 145–146. p.
- Egy félbeszakadt vita elé, Literatura, 2004. 1. sz. 102–105. p.
- A Literatura harmincadik évfolyama elé, Literatura, 2004. 1. sz. 3–4. p.
- Zemplényi Ferenc, Kritika, 2004. 3. sz. (március), 29. p.
- Az Édes Anna kritikai kiadásáról, Irodalomtörténet, 2004. 3. sz. 394–401. p.
- Szerkesztői előszó : Kortárs magyar irodalom, Literatura, 2004. 3–4. sz. 279. p.
- Preface: Contemporary Hungarian Literature, Literatura, 2004. 3–4. sz. 135–143. p.
- A "homo aestheticus" : Kosztolányi Dezső pályaképe, Literatura, 2004. 3–4. sz. 293–307. p.
- A hagyománytalanság veszedelméről, Kritika, 2004. 11. sz. (november), 7–9. p.
- "Mi általában nem udvarolunk az íróknak" : Az írók és a hatalom a hatvanas évek Magyarországán, Rubicon, 2004. 8–9. sz. 71–81. p.
- A referencia védelmében. In: Az irodalomtörténet esélye : Irodalomelméleti tanulmányok, szerkesztette V. A., Bezeczky Gábor, Varga László, Budapest, Gondolat, 2004, 152–160. p.
- Il miraggio della modernità : La narrativa ungherese nella prima metà del XX secolo. In: Storia della letteratura ungherese, a cura di Bruno Ventavoli, Torino, Lindau, 2004.
- Észrevételek egy levélhez, Literatura, 2005. 1. sz. 130–132. p.
- Egy kiadatlan Petri-szöveg : Bibó temetése, Élet és Irodalom, 2005. 12. sz. (március 25).
- Németh G. Béla nyolcvanéves, Kritika, 2005. 3. sz. (március), 39. p.
- Számvetés és ítélkezés : József Attila utolsó verseinek megítélés-története, Élet és Irodalom, 2005. 14. sz. (április 8.).
- A József Attila-kutatás dilemmái, Kortárs, 2005. 4. sz. (április), 10–15. p.
- 100 éve született József Attila : Az újraköltés poétikája, Kritika, 2005. 4. sz. (április), 26–27. p.
- Mérei Ferenc művészet-lélektani munkássága, Iskolakultúra, 2005. 5. sz. (május), 3–15. p.
- Török Endre (1923–2005), Kritika, 2005. 5. sz. (május), 37–38. p.
- Litván György: Jászi Oszkár, [recenzió], Kritika, 2005. 9. sz. (szeptember), 18–21. p.
- A kései korszak verstípusairól, Magyar Tudomány, 2005. 11. sz. (november), 1415–1430. p.
- Számvetés és ítélkezés : József Attila utolsó verseinek megítéléstörténete. In: Elért bizonyosság : Németh G. Béla 80. születésnapjára, szerkesztette Szegedy-Maszák Mihály, V. A., Budapest, Krónika Nova, 2005, 108–119. p.
- A trónfosztott bűntény, néhány észrevétel Rejtő Jenő krimiparódiáiról. In: Szabad-ötletek…: Szőke György tiszteletére barátaitól és tanítványaitól, szerkesztette Kabdebó Loránt, Ruttkay Helga, Szabóné Huszárik Mária, Miskolc, Miskolci Egyetem, 2005, 287–291. p.
- Ami van, széthull darabokra : az Eszmélet és a ciklus-elv, Literatura, 2006, 1. sz. 121–133. p.
- Vázsonyi János (1926–2005), Kritika, 2006. 2. sz. (február), 38. p.
- Töprengés az új intézeti irodalomtörténeti kézikönyvről, Literatura, 2006. 2. sz. 211–218. p.
- Irodalomelmélet Magyarországon 1945 és 1990 között, Kritika, 2006. 4. sz. (április), 10–13. p.
- Ady szimbolizmusának kérdéséhez, Iskolakultúra, 2006. 7–8. sz. (július–augusztus), 3–10. p.
- Faludy György (1910–2006), Kritika, 2006. 10. sz. (október), 2–3. p.
- Befejezettség és folyamatszerűség : Tanulmány, Új Dunatáj, 2007. 2–4. sz. 21–30. p.
- Lőrinczy Huba: Az emigráció jegyében [recenzió], Kritika, 2007. 2. sz. (február), 15. p.
- A ponyva klasszikusa [Rejtő Jenő], Kritika, 2007. 6. sz. (június), 24–27. p.
- Saját nagyításban, Kritika, 2007. 9. sz. (szeptember), 5–8. p.
- Illyés Gyula és József Attila verspoétikájának különbségeiről, Kritika, 2007. 10. sz. (október), 16–18. p.
- Nemzettörténet és mitológia határpontjain : Vörösmarty Mihály: Zalán futása. In: A magyar irodalom történetei 1800-tól 1919-ig, szerkesztette Szegedy-Maszák Mihály, V. A., Budapest, Gondolat, 2007, 1137–152. p.
- Molnár Ferenc színpada, 1929 : Az Egy, kettő, három bemutatója. In: A magyar irodalom történetei 1920-tól napjainkig, szerkesztette Szegedy-Maszák Mihály, V. A., Budapest, Gondolat, 2007, 125–134. p.
- Egy 20. századi próféta : 1931 Szabó Dezső: Feltámadás Makucskán. In: A magyar irodalom történetei 1920-tól napjainkig, szerkesztette Szegedy-Maszák Mihály, V. A., Budapest, Gondolat, 2007, 190–201. p.
- A ponyva klasszikusa [Rejtő Jenő], 1940 : Megjelenik a Piszkos Fred, a kapitány. In: A magyar irodalom történetei 1920-tól napjainkig, szerkesztette Szegedy-Maszák Mihály, V. A., Budapest, Gondolat, 2007, 381–389. p.
- Az írók és a hatalom a hatvanas évek Magyarországán, 1962 : Kádár János az irodalompolitikáról. In: A magyar irodalom történetei 1920–tól napjainkig, szerkesztette Szegedy-Maszák Mihály, V. A., Budapest, Gondolat, 2007, 520–535. p.
- Egy ismeretlen József Attila : A Hegel – Marx – Freud című tanulmányról, Literatura, 2008 1. sz. 76–101. p.
- A Huszadik Század irodalomszemlélete, Literatura, 2008. 2. sz. 152–190. p.
- Szőke György (1935–2008), Kritika, 2008. 3. sz. (március), 30. p.
- Közöny, erőszak, család, iskola, Educatio, 2008. 3. sz. 397–406. p.
- Konrád György 75 éves, Kritika, 2008. 4. sz. (április), 15. p.
- Németh G. Béla 1925–2008, Kritika, 2008. 10. (október), 18–19. p.
- Irodalomelmélet Magyarországon 1945 és 1990 között. In: Tvorivosť literárnej recepcie, zost. Judit Görözdi, Gabriela Magová, Pozsony, Veda, 2008, 225–234. p.

- Mi tetszett nekem Kosztolányi Dezső műveiben? In: "Mielz valt mesure que ne fait estultie" : A hatvanéves Horváth Iván tiszteletére, szerkesztette Bartók István et al, Budapest, Krónika Nova, 2008, p. 390–396.
- Ritmus és struktúra: Babits és József Attila poétikájának különbségeiről : József Attila Babits-bírálata alapján, Literatura, 2009. 2. sz. 180–200. p.
- Roll over Beethoven : Gondolatok az elit- és tömegkultúráról, Alföld, 2009. 5. sz. (május), 3–23. p.
- Elöljáróban, Literatura, 2009. 4. sz. 403–404. p.
- Morális vagy egzisztenciális kérdés-e az irodalomtörténet-írás?, Helikon, 2009. 4. sz. 616–622. p. [Bojtár Endrével]
- Poétika, nyelvészet és bölcselet Németh G. Béla műelemző munkásságában, Literatura, 2009. 4. sz. 480–488. p.
- Kati : Lapok naplómból, Kritika, 2009. 12. sz. (december), 2–4. p.
- Kosztolányi Nyugatja és a Nyugat Kosztolányija. In: Nyugat népe : Tanulmányok a Nyugatról és koráról, szerkesztőbizottság: Angyalosi Gergely et al, a szövegeket gondozta Sárközi Éva, Budapest, Petőfi Irodalmi Múzeum, 2009, 88–124. p.
- Ritmus és struktúra : Babits és József Attila poétikájának különbségeiről, József Attila Babits-bírálata alapján. In: Költők és koruk : Babits Mihály és József Attila, szerkesztette N. Horváth Béla, Szekszárd, Pécsi Tudományegyetem Illyés Gyula Főiskolai Kar, 2009, 153–176. p.
- József Attila korszakai : Vita Bókay Antallal, Jelenkor, 2010. 7–8. sz. (július–augusztus), 892–902. p.
- Dilemmák és lehetőségek a mai Lukács–kutatásban, Fordulat, 2010. 10. sz. (október), 106–119. p.
- Magyar széppróza a 19–20. század fordulóján : Fejezetek egy hosszabb tanulmányból. In: Borostyánút : tanulmányok Bojtár Endre 70. születésnapjára, szerkesztette Berkes Tamás, Budapest, rec.iti, 2010, 93–103. p.
- Kosztolányi Ady-komplexuma, Kritika, 2011. 3. sz. (március), 2–6. p.
- A József Attila és Kosztolányi Dezső kritikai kiadások újdonságairól, Literatura, 2011. 3. sz. 216–222. p.
- Kamarás Pistának. In: Utánad, Olvasó! : a 70 éves Kamarás István tiszteletére, szerkesztette Géczi János, Makai Péter, Veszprém, Pannon Egyetem, 2011, 13–18. p.
- Szabolcsi Miklós emlékezete, Literatura, 2012. 1. sz. 3–5. p.
- A kritikai kiadás és az irodalomtörténet-írás, Alföld, 2012. 3. sz. (március), 54–60. p.
- Az Édes Annáról. In: Egy közép–európai értelmiségi napjainkban : Tverdota György 65. születésnapjára, szerkesztette Angyalosi Gergely et al., a szövegeket gondozta Sárközi Éva, Budapest, ELTE BTK, 2012, 267–276. p.
- Kosztolányi Aureliusa, Kritika, 2013. 1–2. sz. (január–február), 23–25. p.
- Szabó Dezső újraértékelése, Jelenkor, 2013. 1. sz. (január), 60–68. p.
- "Szeretném, ha szeretnének" : Az Ady-kultusz jelentése és jelentősége, Új Dunatáj, 2013. 3–4. sz. 41–58. p.
- Németh Andor megtérése Kosztolányihoz, Alföld, 2013. 9. sz. (szeptember), 104–112. p.
- Egzisztenciális szorongás József Attila és Pilinszky János költészetében, Irodalomismeret, 4. sz. 6–14. p.
- Sőtér István, a 20. századi magyar irodalom kutatója, Irodalomtörténeti Közlemények, 2013. 4. sz. 399–408. p.
- Az Eszmélet szerkezetéről. In: Eszmélet : A 12 legszebb magyar vers, szerkesztette Fűzfa Balázs, Szombathely, Savaria University Press, 2013, 121–131. p.
- Kosztolányi Dezső, József Attila, Fejtő Ferenc, Németh G. Béla. In: Szépet, jót, igazat akarva : Tanulmányok N. Horváth Béla 60. születésnapjára, szerkesztette Fekete Richárd, Kurucz Rózsa, Nagy Janka Teodóra, Szekszárd, Pécsi Tudományegyetem Illyés Gyula Kar, 2013, 9–16. p.
- "Szeretném, ha szeretnének", Népszabadság, 2014. február 26.

### Szerkesztések
- Ismétlődés a művészetben : Tanulmányok, szerkesztette Horváth Iván, V. A., Budapest, 1980.
- A marxista irodalomelmélet története : A kezdetektől 1945-ig : Tanulmányok, szerkesztette Nyírő Lajos, V. A., Budapest, Kossuth, 1981.
- Térkép, repedésekkel : A társadalmi értéktudat változásai novellaelemzések tükrében, szerkesztette Erdődy Edit, Karafiáth Judit, V. A., Budapest, Művelődéskutató Intézet, 1982, (Értékvizsgálatok).
- Jászi Oszkár, Magyar kálvária, magyar föltámadás : A két forradalom értelme, jelentősége és tanulságai, szerkesztette, a szöveget gondozta és a jegyzeteket írta V. A. ; az előszót írta Erényi Tibor, Budapest, Magyar Hírlap Könyvek, 1989.
- Irányított Irodalom, sorozatszerkesztő V. A., Budapest, Magyar Tudományos Akadémia Irodalomtudományi Intézet, 1990–2002.
- Matúra Olvasónapló, sorozatszerkesztő V. A., Budapest, Ikon, 1994–1998.
- Kosztolányi Dezső, Édes Anna : Regény : Teljes, gondozott szöveg, a kötetet szerkesztette, a mű szövegét sajtó alá rendezte, a szemelvényeket és a képeket válogatta, a jegyzeteket írta V. A., Budapest, Ikon, 1992, (Matúra Klasszikusok); 1993.; 1994.; Raabe Klett, 1998, (Matúra Klasszikusok light).
- Írók pórázon : a Kiadói Főigazgatóság irataiból, 1961'–'1970 : Dokumentumválogatás, sajtó alá rendezte, szerkesztette és a jegyzeteket írta Tóth Gyula ; a dokumentumokat válogatta V. A., Budapest, MTA Irodalomtudományi Intézet, 1992, (Irányított irodalom).
- A strukturalizmus után : Érték, vers, hatás, történet, nyelv az irodalomelméletben, szerkesztette Szili József, a szerkesztő munkatársa V. A., Budapest, Magyar Tudományos Akadémia Irodalomtudományi Intézete, 1992.
- Petőfi Sándor, A helység kalapácsa, a kötetet szerkesztette, a művek szövegét sajtó alá rendezte, a szemelvényeket és a képeket válogatta, a jegyzeteket írta V. A., Budapest, Ikon, 1993, (Matúra Klasszikusok); 1995.
- Mikszáth Kálmán, Szent Péter esernyője, sajtó alá rendezte és a szövegközti jegyzeteket írta V. A. ; a munkafüzetet írta és szerkesztette Schiller Mariann ; az illusztrációk Tasnádi József és Babinszky Csilla közös munkái, Budapest, Ikon, 1994, (Matúra Olvasónapló).
- Molnár Ferenc, A Pál utcai fiúk, sajtó alá rendezte és a szövegközti jegyzeteket írta V. A. ; a munkafüzetet írta és szerkesztette Munkácsy László ; az ill. Tasnádi József és Babinszky Csilla közös munkái, Budapest, Ikon, 1994, (Matúra Olvasónapló).
- Mikszáth Kálmán, A tót atyafiak ; A jó palócok ; Beszterce ostroma, a szöveggondozás és a magyarázatok V. A. munkája, Budapest, Európa, 1994, (Európa diákkönyvtár); 1996.; 1999.; 2005.; 2007.; 2010.
- Arany János, Toldi, a művek szövegét sajtó alá rendezte és a szövegközti jegyzeteket írta V. A. ; a munkafüzetet írta és szerkesztette Szabó Pap Edit ; az illusztrációk Tasnádi József és Babinszky Csilla közös munkái, Budapest, Ikon, 1994, (Matúra Olvasónapló).
- Opus : Irodalomelméleti Tanulmányok, sorozatszerkesztő V. A., Kálmán C. György, Budapest, Balassi, 2000– .
- Petőfi Sándor, Az apostol : Elbeszélő költemény : Teljes, gondozott szöveg, szerkesztette, a mű szövegét sajtó alá rendezte és a jegyzeteket összeáll. V. A., Budapest, Raabe Klett, 1998, (Matúra Klasszikusok light); Budapest, Műszaki, 2000, (Matúra Klasszikusok).
- Mikszáth Kálmán, Beszterce ostroma : Regény, utószó Fábri Anna ; jegyzetek V. A., Budapest, Európa, 1999, (Millenniumi könyvtár)
- Konrád György, Geisterfest : Roman, aus dem Ung. von Hans-Henning Paetzke ; mit einem Nachw. von András Veres, Frankfurt am Main, Suhrkamp, 1999, (Suhrkamp Taschenbuch)
- Bonyhai Gábor Összegyűjtött munkái, 1–2. kötet, szerkesztette és sajtó alá rendezte, előszó Veres András, Budapest, Balassi, 2000.
- Petőfi Sándor, A helység kalapácsa : Hősköltemény négy énekben, ill. Kutas Ágnes ; előszó V. A., Budapest, Filum, 2000.
- Testet öltött érv : Az értekező József Attila, szerkesztette Tverdota György, V. A., Budapest, Balassi, 2003.
- Az irodalomtörténet esélye : Irodalomelméleti tanulmányok, szerkesztette V. A., Bezeczky Gábor, Varga László, Budapest, Gondolat, 2004.
- Elért bizonyosság : Németh G. Béla 80. születésnapjára, szerkesztette Szegedy-Maszák Mihály, V. A., Budapest, Krónika Nova, 2005.
- A magyar irodalom történetei 1800-tól 1919-ig, szerkesztette Szegedy-Maszák Mihály, V. A. ; a szerkesztő munkatársai Jeney Éva, Józan Ildikó, Budapest, Gondolat, 2007.; 2008.
- A magyar irodalom történetei 1920-tól napjainkig, szerkesztette Szegedy-Maszák Mihály, V. A. ; a szerkesztő munkatársai Jeney Éva, Józan Ildikó, Budapest, Gondolat, 2007.; 2008.
- Kosztolányi Dezső Összes Művei Kritikai Kiadás, sorozatszerkesztő V. A., Szegedy-Maszák Mihály, Dobos István, Pozsony, Kalligram, 2010– .
- Kosztolányi Dezső, Édes Anna , szerkesztette és a jegyzeteket készítette V. A., a forrásokat sajtó alá rendezte Sárközi Éva, Józan Ildikó, Parádi Andrea, Lipa Tímea, Pozsony, Kalligram, 2010. (Kosztolányi Dezső Összes Művei : Kritikai Kiadás)
- Kosztolányi Dezső, Esti Kornél, szerkesztette Tóth-Czifra Júlia és V. A. ; a befogadás-történeti fejezeteket írta V. A., Pozsony, Kalligram, 2011. (Kosztolányi Dezső Összes Művei : Kritikai Kiadás)
- A Nemzet Kalogánya : Kálmán C. György 60. születésnapjára, szerkesztette V. A., Budapest, Reciti, 2014.

### Tankönyvek
- Irodalmi feladatlapok, Budapest, Tankönyvkiadó, 1979.[1]
- Ritoók Zsigmond – Szegedy-Maszák Mihály – V. A., Irodalom a gimnázium I. osztálya számára, Budapest, Tankönyvkiadó, 1979.; Új, átdolgozott, bővített kiadás, Budapest, Krónika Nova, 1998.
- Szegedy-Maszák Mihály – V. A., Irodalom a gimnázium II. osztálya számára, szerzőtársak Bojtár Endre, Horváth Iván, Szörényi László, Zemplényi Ferenc, Budapest, Tankönyvkiadó, 1980.; Új, átdolgozott, bővített kiadás, Budapest, Krónika Nova, 1998.
- Szegedy-Maszák Mihály – V. A., Irodalom a gimnázium III. osztálya számára, szerzőtársak Bojtár Endre, Horváth Iván, Szörényi László, Zemplényi Ferenc, Budapest, Tankönyvkiadó, 1982.; Új, átdolgozott, bővített kiadás, Budapest, Krónika Nova, 1999.
- Irodalmi szöveggyűjtemény a gimnázium I. osztálya számára, összeállította Ritoók Zsigmond, Szegedy-Maszák Mihály, V. A., Budapest, Tankönyvkiadó, 1979.; Új, átdolgozott, bővített kiadás, Budapest, Krónika Nova, 1998.
- Irodalmi szöveggyűjtemény a gimnázium II. osztálya számára, összeállította Szegedy-Maszák Mihály, Szörényi László, V. A., Budapest, Tankönyvkiadó, 1980.; Új, átdolgozott, bővített kiadás, Budapest, Krónika Nova, 1998.
- Irodalmi szöveggyűjtemény a gimnázium II. osztálya számára, összeállította Bojtár Endre, Horváth Iván, Szegedy-Maszák Mihály, Szörényi László, V. A., Zemplényi Ferenc, Budapest, Tankönyvkiadó, 1982.; Új, átdolgozott, bővített kiadás, Budapest, Krónika Nova, 1999.
- Irodalom : Bevezetés az irodalmi művek olvasásába, Budapest : Krónika Nova, 2001. [Kerettanterv az Irodalom a gimnáziumok I. osztálya számára c. tankönyvhöz]